# Admir Čavalić
Admir Čavalić (Tuzla, 4. listopada 1987.) bosanskohercegovački je ekonomski analitičar, političar, predavač i istraživač, koji je osnivač udruge "Multi".

## Životopis
Admir Čavalić rođen je u Tuzli 4. listopada 1987. godine. U Tuzli je završio osnovnu školu i Gimanziju "Meša Selimović". Krajem 2011. završava Ekonomski fakultet Sveučilišta u Tuzli, gdje je naknadno obranio dva magistarska rada (2015. i 2017.) i stekao titulu doktora ekonomskih znanosti. Trenutno je asistent predavač na navedenom fakultetu i profesor na IPI akademija Tuzla. Od neformalnog obrazovanja, izdvaja se LAAD program pod mentorstvom Francisa Fukuyame (Sarajevo, Bosna i Hercegovina), Napredni seminar o ekonomskom razvoju pod mentorstvom profesora Keith Jakee (Kartagena, Kolumbija), Atlas Leadership Academy pod mentorstvom Tom G. Palmer (Fairfax, SAD) i CPR istraživačka škola (Koči, Indija).
Godine 2011. Čavalić je osnovao udrugu "Multi". Misija udruge "Multi" je promocija ekonomskih i drugih sloboda u Bosni i Hercegovini. Kao direktor udruge "Multi", Čavalić je realizirao niz projekata koje masivno promoviraju libertarijanske ideje. Izdvaja se "OPEN festival", libertarijanski festival u Europi koji se 2017., 2018. i 2019. održao u Sarajevu. Zatim "Katalaksija seminar", seminar o osnovama ekonomije, kojem je prisustvovalo na tisuće mladih širom Bosne i Hercegovine. Jedan je od javnih zagovornika legalizacije kanabisa u zdravstvene svrhe u Bosni i Hercegovini i promicatelj primjene Bitcoina i drugih kriptovaluta. Od 2020. vodi Županijsku agenciju za privatizaciju Tuzla. Zajedno s drugim ekonomistima, autor je pisma Međunarodnom monetarnom fondu kojim se zaustavio kreditni aranžman s Bosnom i Hercegovinom tokom 2020. godine.
Autor je na desetine znanstvenih i stručnih radova, objavljenih u domaćim i stranim publikacijama. Tematska područja radova se odnose na ekonomske slobode, decentralizaciju, odnos Islama i ekonomije, te korporativnu društvenu odgovornost. Suautor je izvještaja "Covid-19, ekonomske posljedice za BiH, mjere i rješenja". Član je organizacijskog odbora ICEI i DIEC znanstvenih konferencija i član savjetodavnog odbora Journal of Liberty and International Affairs.
Čavalić je svršenik Atlas Network Think Tank MBA, fellow Britanske ambasade u Bosni i Hercegovini i član Alumni mreže Švicarske ambasade. Fellow je John McCain Fellowship for Freedom. Član je Vijeća Kongresa bošnjačkih intelektualaca.
Godine 2020. ušao je u tuzlanskog Gradsko vijeće. Godine 2021. s kolegama u Gradskom vijeću osniva Progresivni blok. Radom i pritiskom u Gradskom vijeću Tuzla, Progresivni blok je uvjetovao usvajanjem Statuta Grada Tuzla, sedam godina nakon što je Tuzla proglašena gradom. Kao gradski vijećnik, Čavalić je kroz inicijative omogućio uspostavu SMS naplate parkinga u Tuzli, besplatne kazališne karte za sve one koji napune 18. godina, kao i pokretanje procesa bratimljenja Tuzle i Kijeva u jeku rata u Ukrajini.
U 2022. godini osvaja mandat u Zastupničkom Domu Parlamenta Federacije BiH. Šef je Kluba zastupnika Stranke za Bosnu i Hercegovinu. Čavalić je početkom 2023. godine izabran za predsjednika Odbora za ekonomsku i financijsku politiku Zastupničkog Doma Parlamenta FBiH. Pokretač je inicijative za izgradnju brze ceste Tuzla - Sarajevo.

## Djela
- Islam i slobodno tržište (Tuzla, 2014.)
- Društvena odgovornost preduzeća i ljudski potencijali (Tuzla, 2018.)
- Covid-19, ekonomske posljedice za BiH, mjere i rješenja (Sarajevo, 2020.)
- Populizam, izabrane teme (Tuzla, 2020.)
- Redovni ekonomski izvještaj Friedrich Naumann Fondacije (Sarajevo, 2021.)
- Slobode u muslimanskom svijetu (Sarajevo, 2022.)
- Analiza tržišne inteligencije, inovacija i sposobnosti komercijaliazcije prekograničnih mailih i srednjih poduzeća (Sarajevo, 2022.)[27]

Godine 2014. u suautorstvu s Dženanom Smajićem, objavio je knjigu pod nazivom "Islam i slobodno tržište". Knjiga nastoji napraviti sintezu libertarijanskih ideja i klasičnih Islamskih učenja. U suatorstvu s prof.dr. Adisom Delić i prof. dr. Dijanom Husaković, Čavalić je 2018. objavio knjigu "Društvena odgovornost preduzeća i ljudski potencijali".  2019. godine radio je na prijevodu prvog izdanja knjige "Kapitalizam i sloboda" od Miltona Friedmana na bosanski jezik. Zajedno s Farukom Hadžićem i dr. Damirom Bećirovićem, u travnju 2020. godine uradio je sveobuhvatan izvještaj "COVID-19, ekonomske posljedice za BiH, mjere i rješenja" koji je objavila Friedrich Naumann fondacija. U lipnju 2020. objavljena je knjiga "Populizam, izabrane teme", a koju je uredio Čavalić. Redovni ekonomski izvještaj Friedrich Naumann Fondacije, koje čiji su autori Admir Čavalić, Faruk Hadžić i Damir Bećirović objavljuje se dva puta godišnje. Cilj je dokumentirati ekonomsku stvarnost Bosne i Hercegovine i temeljem toga, izvući određene dubinske zaključke i preporuke s ciljem unaprjeđenja domaćih ekonomskih prilika.

## Priznanja
Godine 2018. u biografskom lesikonu "Ko je ko u Bosni i Hercegovini", Admir Čavalić je uvršten među najutjecajnije osobe u Bosni i Hercegovini, čija djela i akcije pozitivno doprinose toj zemlji.

## Vanjske poveznice

### Ostali projekti
|  | Zajednički poslužitelj ima još gradiva o temi Admir Čavalić |
|  | Wikicitati imaju zbirke citata o temi Admir Čavalić         |